# Elisabeth von der Dreifaltigkeit

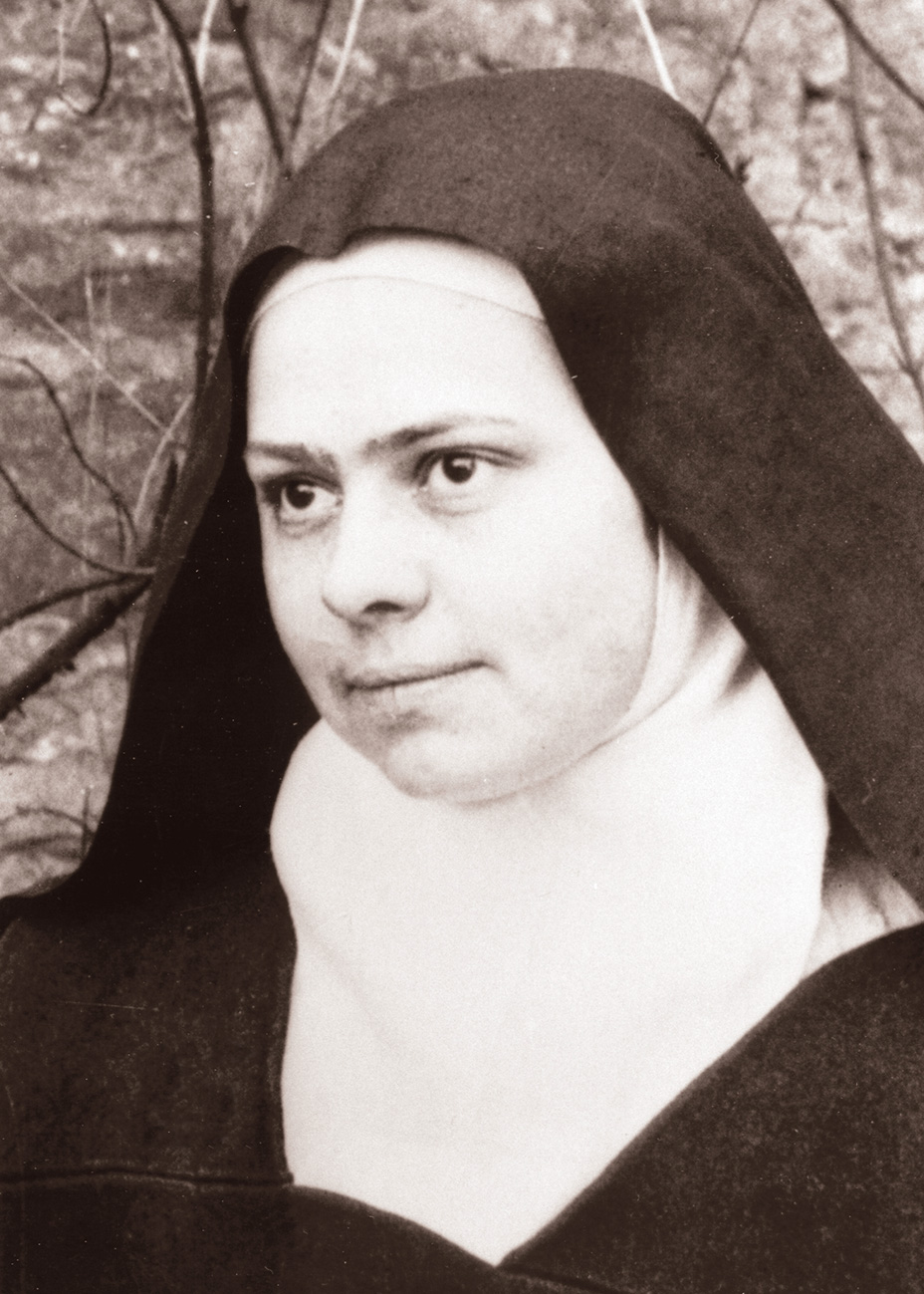
Elisabeth von der Dreifaltigkeit

Elisabeth von der heiligsten Dreifaltigkeit, eigentlich Élisabeth Catez, auch Elisabeth von Dijon (* 18. Juli 1880 in Bourges, Frankreich; † 9. November 1906 in Dijon, Frankreich) war Karmelitin und Mystikerin. In der römisch-katholischen Kirche wird sie als Heilige verehrt.

## Leben
Élisabeth (Sabeth) Catez, die Tochter eines französischen Hauptmanns, wurde am 22. Juli 1880 getauft. Schon als Mädchen war sie von auffallend tiefer Frömmigkeit, wurde zunächst aber Pianistin. Mit 21 Jahren trat sie dem Orden der Unbeschuhten Karmelitinnen in Dijon bei und nahm zur Einkleidung den Ordensnamen Elisabeth von der heiligsten Dreifaltigkeit an. Im Karmel von Dijon fand sie die Erfüllung ihres Lebensgrundsatzes: „Leben wir mit Gott wie mit einem Freund, haben wir lebendigen Glauben, um durch alles hindurch mit ihm vereinigt zu sein“. Nach dem Noviziat legte sie am 11. Januar 1903 ihre Gelübde ab. Ihr Gebet „Elevation à la Trinité“ schrieb sie am Abend des 21. November 1904.
Elisabeth von der heiligsten Dreifaltigkeit starb im Alter von 26 Jahren an der Addison-Krankheit. Ihre Reliquien werden in der Kirche St. Michel in Dijon verehrt. Im Karmel von Dijon-Flavignerot ist ihre dort rekonstruierte Zelle und ein kleines Museum mit Erinnerungsstücken zu besichtigen. Im Kloster ihres Geburtsortes ist ein Gedenkraum eingerichtet.
Am 25. November 1984 wurde sie von Papst Johannes Paul II. seliggesprochen. Ihr Gedenktag ist der 9. November. Papst Franziskus sprach Elisabeth von der Dreifaltigkeit am 16. Oktober 2016 heilig.

## Werke
- Der Himmel ist in mir. Gesammelte Werke, Band I, Wien 1994.
- Gitter trennen nicht. Gesammelte Werke, Band II, Wien 2000.
- Sehnsucht und Alltag. Gesammelte Werke, Band III, Wien 2006.
- Der Himmel im Glauben. Übersetzt: Hans Urs von Balthasar. Ausgewählt und eingeleitet von Susanne Greiner. Einsiedeln: Johannes 2000.
- Du hast mich Gott geschenkt, Briefe an ihre Mutter. Wien: Verlag Christliche Innerlichkeit 1992.
- Ich gehe zum Licht. Leben und Erfahrungen im Selbstzeugnis, Conrad de Meester OCD (Hrsg.), Freiburg im Breisgau: Herder 1984.